# چندجنس‌گرایی

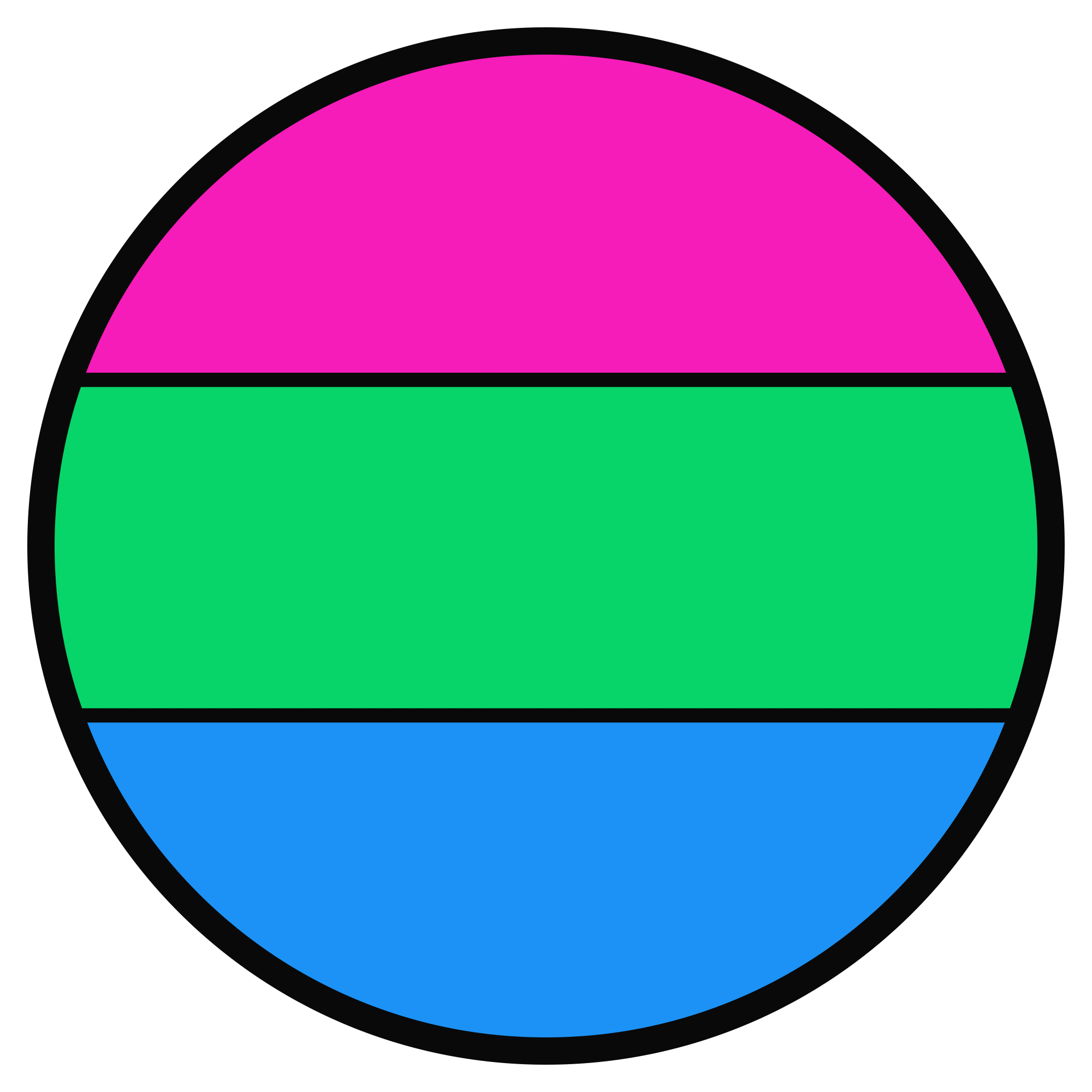
بخشی از مجموعه ای از ایکون‌های نشان دهنده گرایش‌های جنسی مختلف ساخته شده در سبک بروس Deus

چندجنس‌گرایی (به انگلیسی: Polysexuality) یکی از انواع گرایش‌های جنسی است که در آن، فرد ممکن است نسبت به چند جنسیت متفاوت تمایل داشته باشد. یک فرد چندجنس‌گرا فردی است که «دارای چندین تمایل جنسی است.» به‌طور مثال شخصی که به بیش از یک جنسیت گرایش دارد اما گرایش او با همه جنسگرایی متفاوت است برای مثال در همه جنسگرایی فرد فارغ از جنسیت جذب افراد می‌شوند اما در چندجنسگرابی چند جنسیت محدود را شامل می‌شود. نویسندگانی مانند لیندا گارنتس و داگلاس کیمل بیان می‌دارند که چندجنس‌گرایی، هویت جنسیای است که «توسط افرادی استفاده می‌شود که درمی‌یابند عبارت دوجنسگرایی، به دوگانگی جنسیت که زیربنای تمایز دگرجنسگرایی و همجنسگرایی است، دامن می‌زند و اینگونه القا می‌کند که دوجنسگرایی چیزی بیش از ادغام این دوگانگی جنسیت و جنس نیست.» با این حال، قابل بحث است که دوجنس‌گرایی، دوگانگی جنسیت را القا نمی‌کند. فعالان حقوق دوجنس‌گرایان می‌گویند که بخش «دو» در عنوان نام این گرایش می‌تواند اشاره به این باشد که فرد به افراد هم‌جنسیت خود و افراد با جنسیت متفاوت، گرایش دارد.